# Északi palota
Az északi palota egy épület volt az Ehnaton fáraó által alapított ókori egyiptomi Ahet-Aton északi városrészében. Az itt talált feliratok alapján úgy tűnik, valamelyik királyné (Nofertiti vagy Kia) rezidenciája volt, később átalakították Ehnaton és Nofertiti legidősebb lánya, Meritaton részére. 1923-1924 folyamán tárták fel, azóta a rekonstrukciós munkálatok során több hiányzó oszloptalapzatot pótoltak, és igyekeztek megőrizni az épület eredeti körvonalait. A helybéliek Nofertiti palotájának nevezik.

## Felépítése
A négyszögletes alaprajzú, 112×142 méter területű épület egy nagy, két részre osztott belső udvar köré épül. Nyugatra, a Nílus felé nyílik. A bejáraton túl terül el az első udvar, melyet pülón választ el a második udvartól, aminek közepén medence vagy kút volt. Az első udvarból észak felé napkápolna nyílt három oltárral – innen kétoldalt kisebb, feltehetőleg raktárként szolgáló helyiségek nyíltak –, dél felé pedig oszlopokkal alátámasztott terem, melyből a bejárat tengelyére szimmetrikusan további helyiségek helyezkedtek el.
Az első udvartól a másodikat leválasztó falon a hatalmas pülónon kívül két oldalajtó is átvezetett; előttük feltehetőleg szobrok álltak. A második udvar medencéjét vagy kútját fák vették körül. Az udvar északi oldalán oszlopsor mögött három udvar nyílik, ezekből pedig négyszögletes oszlopokkal alátámasztott fedett helyiségek. A palotának ez a része állatkertként szolgálhatott, a hátsó, fedett részek díszítésük alapján különféle állatoknak otthont adó istállók lehettek. A kert déli oldalán valószínűleg az őrök, hivatalnokok és szolgák lakrésze volt, műhelyek, köztük talán egy fajanszékszer-készítőé, és valószínűleg pékség maradványait találták itt. A kert keleti végében emelt terasz mögött oszlopcsarnok nyílt, ebből kisebb oszlopcsarnok, majd kis trónterem, körülötte több helyiség, melyek közt fürdőszoba és alkóvos hálószoba is volt. Az oszlopok elrendezése annyiban érdekes, hogy a középen állók egymástól távolabb álltak – itt feltehetőleg magasabban volt a tető, emiatt vastagabb oszlopok tartották.

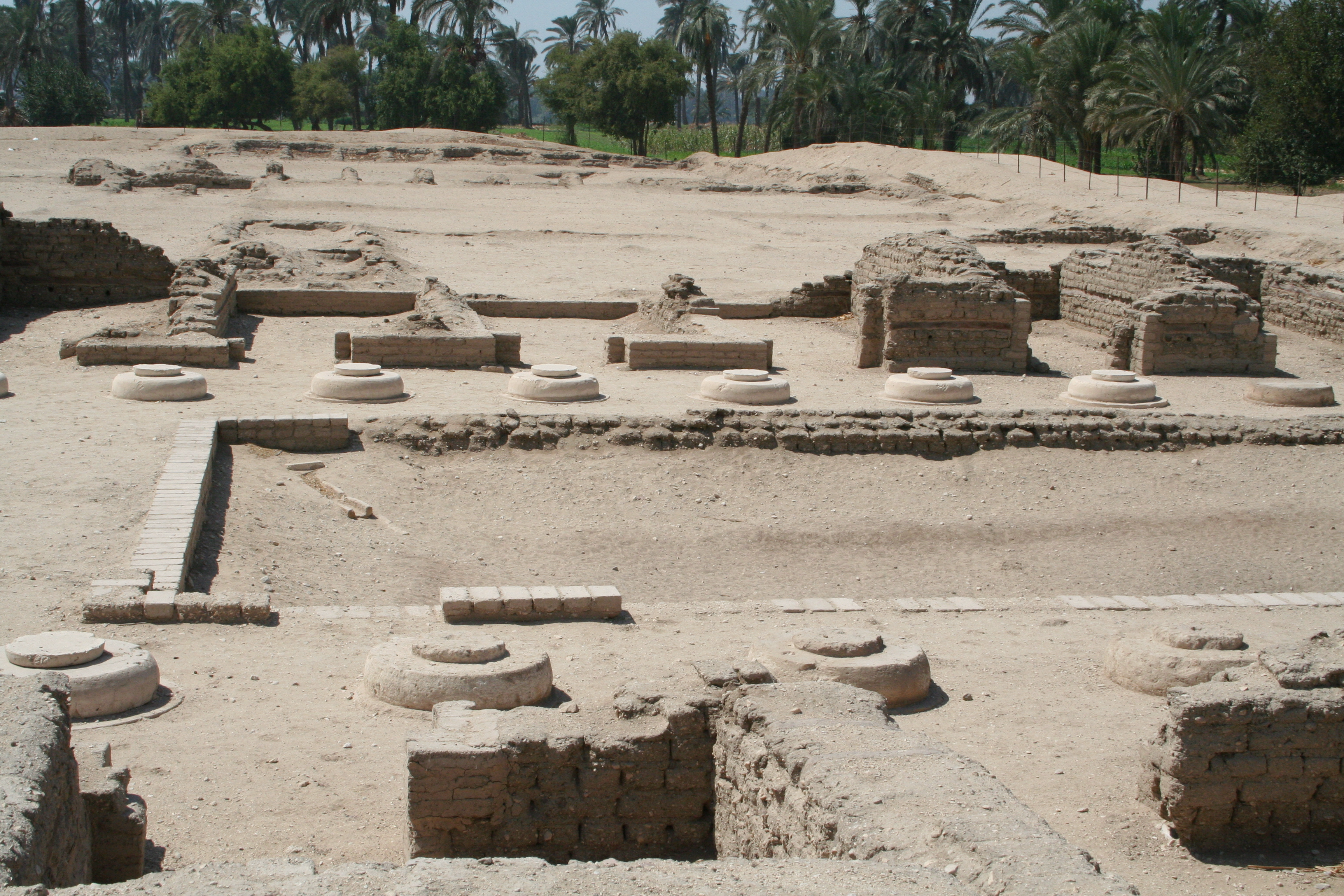
A palota romjai, némileg rekonstruálva

Az épületkomplexum északkeleti sarkában, a királyi lakosztálytól északra található a palota leghíresebb része: a süllyesztett kert, melyet három oldalról oszlopsor vesz körül, ami  mögött kis helyiségek nyílnak, ezekben feltehetőleg madarakat tartottak. Legészakibb részének középső helyisége, az úgynevezett „zöld szoba” díszítésének témáját a mocsarak élővilágának ábrázolása adja. A falak mélyedései talán fészekrakó helyként szolgáltak. Minden szobából ablak nyílt a süllyesztett kertre. A süllyesztett kertet mészkő csatorna kötötte össze a második udvar medencéjével vagy kútjával, ami vízforrásként szolgált neki.
A palota délkeleti sarkában egy teremből kétoldalt öt-öt hosszú helyiség nyílt, legdélebbi részén pedig hatalmas oszlopcsarnok. Ez a rész eleinte feltehetőleg raktárként szolgált, később lakrésszé alakították át, az oszlopcsarnokot válaszfalakkal kisebb helyiségekre tagolták.
A palota hátsó részében számos lépcsőt is találtak, ami felveti annak a lehetőségét, hogy volt egy második szintje.

## Díszítése
Az egész palotában a természet adja a díszítés témáját: a falakat állatok, főként madarak és halak képei díszítik, a mennyezetre pedig feltehetőleg szőlőindákat festettek. A padlót szintén természeti képek díszítették; az egész építmény a korszak természetszeretetéről árulkodik. A palota feltárásakor több helyen még látható volt az eredeti festés.